# Superodontella lolae
Superodontella lolae is een springstaartensoort uit de familie van de Odontellidae. De wetenschappelijke naam van de soort is voor het eerst geldig gepubliceerd in 1978 door Simon.